# Nastjas Tränen
Nastjas Tränen ist ein Roman von Natascha Wodin, der 2021 erschien.

## Handlung
Im Mittelpunkt des Romans steht die Figur Nastja, eine Ukrainerin mittleren Alters, die bei der Ich-Erzählerin, die unschwer als die Erzählerin Natascha Wodin zu erkennen ist, als Putzfrau arbeitet. Die Erzählerin ist um 1992 aus der Pfalz nach Berlin gezogen, Nastja kam ebenfalls kurz nach dem Fall der Berliner Mauer und dem Zerfall der Sowjetunion nach Berlin. Nastja hat die Hoffnung, Geld nicht nur für sich selbst, sondern auch für den Lebensunterhalt der in der Ukraine verbliebenen Angehörigen zu verdienen. Ihre Schwester Tanja wohnt bereits seit langer Zeit am Wedding, und bei ihr kommt sie unter. 
Nachdem sie nach einer Putzfrau annonciert hat, klingelt nicht nur das Telefon der Erzählerin unaufhörlich, viele Frauen kommen auch direkt zu ihrer Adresse. Deshalb beschließt sie nach etlichen anstrengenden Vorstellungsbesuchen, die nächste Bewerberin, egal wer und woher sie sei, anzustellen. Für die derart deutlich als Zufall inszenierte Begegnung hat aber das Schicksal Regie geführt, denn rasch meint die Erzählerin zu erkennen, dass sie durch die Tatsache, dass Nastja Ukrainerin ist, wieder zurückgeworfen wird auf die Erinnerungen an das tragische Leben und Schicksal ihrer Mutter, der Ukrainerin aus Mariupol, und sie sieht die Gefahr, wieder in west-östliche Probleme verwickelt zu werden.
Die beiden Frauen sind mit dem Arbeitsverhältnis sehr zufrieden, die Erzählerin bekommt die benötigte Hilfe und Nastja bekommt Arbeit und Lohn, außerdem die von ihr sehr geschätzte Möglichkeit, im Zusammenhang mit der Arbeit Russisch sprechen zu können.
Nastjas Touristenvisum läuft ab, sie bleibt aber in Berlin, denn ihre Geldsendungen in die Ukraine werden dort dringend benötigt. Sie beschafft sich gefälschte Papiere, ein Betrug, der allerdings auffliegt. In der bis zum Abschiebungstermin verbleibenden Zeit berät sie sich mit der Ich-Erzählerin, die ihr den Rat gibt, zwecks Ehe einen deutschen Mann zu finden und dadurch auch das Bleiberecht zu erwerben. 
Einen Mann zu finden dauert nicht lange, und nach allerlei Verwicklungen heiraten Nastja und Achim in Kiew. Nach der vorgeschriebenen Wartezeit folgt Nastja Achim nach Berlin. Erst  langsam, dann immer schneller muss Nastja einsehen, dass ihr Mann sie, wie sie ihn, aus Berechnung geheiratet hat. Nastja ist ein Arbeitstier, jetzt ist sie Achims Arbeitstier. Er nimmt ihr den Großteil ihrer Einkünfte ab und verschafft ihr schließlich eine Stelle als Hausmeisterin. Nach dem normalen Arbeitstag als Putzfrau muss von Nastja nun auch noch diese zweite Arbeit erledigt werden, was nach einiger Zeit und enormer Erschöpfung dazu führt, dass sie den Entschluss fasst, in die Ukraine zurückzukehren. Immer wieder wird die Durchführung ihrer Pläne durch bürokratische Erfordernisse vereitelt, zuletzt geht es darum, dass sie auf den deutschen Pass warten muss. In der Zwischenzeit wird Achim schwer krank und ihr Gewissen hindert sie daran, ihn zu verlassen. Kurze Zeit nach seinem Tod kann Nastjas Rückkehr auch nicht durch die Einsicht verhindert werden, dass der Verlust der ukrainischen beim Erwerb der deutschen Staatsangehörigkeit ihr eine Rückkehr in die Ukraine eigentlich unmöglich macht. Nach der langen Zeit der Illegalität in Deutschland entschließt sie sich, in Kiew illegal als deutsche Staatsangehörige weiterzuleben. Ihre deutsche Witwenrente wird die Versorgung ihres ehemaligen Ehemanns, ihrer selber und ihres Enkels Slawa sichern.
Den west-östlichen Diwan miteinander zu leben, ist den beiden Frauen nicht gelungen. Zu Beginn der Erzählung fallen Nastjas erste Tränen beim Anhören ukrainischer Volksmusik, ihre zweiten Tränen fallen bei ihrer als endgültig gedachten Abfahrt nach Kiew.
Im Vordergrund des Romangeschehens wird die Lebensgeschichte einer Frau aus der Ukraine und deren enge Abhängigkeit von den politischen Entwicklungen der Sowjetzeit, deren Ende und den unruhigen Zeiten nach der Implosion der Sowjetunion bis in die heutige Zeit wiedergegeben. Nastjas Migrantenschicksal in Berlin um die Zeit des Falls der Berliner Mauer teilt sie mit den vielen neuen „Displaced Persons“, die bis heute überall auf der Welt und auch insbesondere in Europa anzutreffen sind. Unaufdringlich werden die privaten Umstände einer jungen Familie mit akademischen Eltern und ihrer Tochter Vika mit den schwierigen politischen und wirtschaftlichen Bedingungen in Beziehung gesetzt. Diese Bedingungen führen zur Zerrüttung der Familie und der Auswanderung der Tochter in die Niederlande, wo Vika in ausbeuterische Verhältnisse gerät.
Erzählt wird gleichzeitig eine übersichtliche Geschichte der Ukraine im 20. Jahrhundert, wobei einigen Ereignissen, wie der Vernichtung der Juden in der Nähe der Stadt, in der Nastja aufwächst, und besonders dem Massaker von Babyn Jar und den dazugehörigen Enthüllungen nach dem sich 20 Jahre danach ereignenden Dammbruch besonders große Aufmerksamkeit zuteilwird. 
Nastja ist nicht einfach eine „Flüchtende“, sie opfert sich für ihre Familie, zu der trotz Scheidung noch ihr ehemaliger Ehemann Roman und ihre gemeinsame Tochter Vika, jetzt in den Niederlanden ansässig, und Vikas Sohn Slawa gehören. Und gerade Nastjas Heimweh ist es, was die Erzählerin an ihre eigene Mutter und deren unstillbares Heimweh nach der Ukraine erinnert. Eine ganz enge Verbundenheit entsteht zwischen den beiden Frauen, deren Freundschaft trotz aller enormen Probleme ihrer Gemeinsamkeit für immer tief und eng sein wird. In den Augen der Erzählerin heilt Nastja stellvertretend das Heimweh der Mutter der Erzählerin durch ihre Rückkehr in die Ukraine, eine Rückreise, die der Mutter – auch aus politischen Gründen – verwehrt war, was sicher als einer der Gründe für ihren frühen Freitod anzusehen war.
Bevor aber diese Rückreise angetreten wird, begleitet die Erzählerin Nastja auf vielen Wegen, bis die zwei Frauen nach dem Tod von Achim sogar in einer gemeinsamen Wohnung wohnen. Obwohl Nastja schließlich mit dem fragwürdig gewordenen deutschen Pass im Rucksack nach Hause – in die Ukraine – zurückkehrt, hat sie sich im Laufe der Zeit nicht im Geringsten zur Deutschen entwickelt. Der deutschen Sprache stemmt sie sich entgegen, deutschen Festen, deutschem oder international geprägtem Essen sowieso, ihre Muttersprache ist und bleibt Russisch, ihre Heimat die Ukraine. Ihre Liebe gilt ihrer Familie, von der sie hofft, sie eines Tages wieder so vollständig wie möglich um sich zu sammeln. In der Zweckehe mit Achim fehlte Liebe fast vollständig, in der engen Freundschaft mit der Erzählerin, die auch nicht als völlig selbstlos aufgefasst werden kann, ist sie aber in reichem Ausmaß vorhanden und wird es bleiben.